# 施密特半島
施密特半島（俄语：Полуостров Шмидта；尼夫赫语：Миф-тёнгр）是俄羅斯的半島，位於庫頁島的最北端，由薩哈林州負責管轄，該半島長約50公里，被落葉松和雲杉林覆蓋，最高點三兄弟山海拔高度623米，最北端是伊丽莎白角。半岛为施密特半岛东山脉和施密特半岛西山脉所切割，多沼泽。俄语名称以苏联地质学家和生物学家弗里德里希·施密特命名，尼夫赫语名称意为“大地的头”。